# Daniël (boek)
Daniël (Hebreeuws: דָּנִיֵּאל, Dāniyyēl, "God is mijn rechter") is een boek in de Hebreeuwse Bijbel. Daniël staat in de Tenach bij de Geschriften. In de christelijke Bijbel heeft het een plaats gekregen tussen de grote en de kleine profeten.
Het boek bestaat grofweg uit drie delen:
1. Het eerste deel (hoofdstuk 1-7) werd oorspronkelijk in het Aramees geschreven. Hoofdstuk 1-6 beschrijft de lotgevallen van Daniël en zijn vrienden in Babylonische ballingschap, na de verovering van Juda door koning Nebukadnezar II. Hoofdstuk 7 beschrijft een visioen van Daniël.
2. Het tweede deel (hoofdstuk 8-12) werd in het Hebreeuws geschreven en beschrijft de overige visioenen van Daniël.
3. Het derde deel (A, B, C) werd oorspronkelijk in het Grieks geschreven en zijn zogeheten "toevoegingen" aan Daniël. Ze komen niet voor in de Masoretische Tekst, maar alleen in de Septuagint (de Griekse vertaling van de Hebreeuwse Bijbel). Deze werken behoren tot de deuterocanonieke boeken tussen de Hebreeuwse Bijbel en het Nieuwe Testament in. Ze staan wel in katholieke Bijbelvertalingen, maar protestantse laten deze delen weg.

Vooral door het tweede deel van het boek, wordt Daniël gerekend tot het genre apocalyptische literatuur, waartoe ook de Openbaring van Johannes uit het Nieuwe Testament behoort. Beide boeken bevatten visioenen, symboliek en het optreden van engelen – kenmerken van dit genre.

## Historische context
Het boek Daniël is ontstaan uit een verzameling legenden die circuleerden in de Joodse gemeenschap in Babylon en Mesopotamië in de Perzische en vroeg-hellenistische periode (5e tot 3e eeuw v.Chr), die werden aangevuld met de visioenen in hoofdstuk 7-12 in de periode van de Makkabeeën (midden 2e eeuw v.Chr. tot midden 2e eeuw n.Chr.).
1. De achtergrond van het Babylonische en het Perzisch-Medische hof: In 605 v.Chr. nam koning Nebukadnezar II Daniël en zijn vrienden, jonge mannen nog, als gijzelaar mee naar Babylon. De eerste zes hoofdstukken vertellen hoe de vier in een vijandige omgeving, God trouw bleven en carrière maakten. Het begin van hun ballingschap wordt in het boek gedateerd in het derde jaar van koning Jojakim, dat wil zeggen nadat Nebukadnezar Egypte verslagen had bij Karkemish in 605 v.Chr., misschien een paar jaar later. Hoofdstuk 6 speelt zich af nadat de Perzen en de Meden de macht hebben overgenomen, dus na 538 v.Chr..
2. De achtergrond van de strijd die 370 jaar daarna gevoerd werd door de Makkabeeën tegen het verbod op de Joodse godsdienst door de hellenistische vorst van Syrië: In 323 v.Chr. nam Alexander de Grote het Perzische Rijk in. Na zijn dood viel zijn grote wereldrijk uiteen in vier door de Griekse cultuur beïnvloede (hellenistische) rijken; het land Israël kwam aanvankelijk bij het Egyptische rijk van de Ptolemaeën. Na enkele oorlogen tussen dit rijk en de Seleuciden die in Syrië regeerden, kwam Israel in 198 v.Chr. bij Syrië. In 168 v.Chr. verbood de tirannieke Syrische heerser Antiochus IV Epiphanes de Joodse godsdienst, waarna de Joden in opstand komen onder leiding van de Makkabeeën. Het tweede deel van het boek Daniël beschrijft deze gebeurtenissen in allerlei visioenen, waarin de wereldrijken worden uitgebeeld door fabeldieren. In hoofdstuk 10-12 worden alle diplomatieke en militaire confrontaties tussen het Syrische en het Egyptische rijk, met Israël, het "sieraadland" er tussen in, gedetailleerd beschreven.

## Auteurschap
De verhalen in hoofdstuk 1 t/m 6 en het visioen in hoofdstuk 7 worden gedateerd op de 3e eeuw v.Chr. en vroege 2e eeuw v.Chr. De consensus is dat de visioenen in hoofdstuk 8 t/m 12 tussen 167 en 164 v.Chr., de periode van de opstand van de Makkabeeën, werden toegevoegd aan de voorgaande verhalen. Zoals gebruikelijk in de apocalyptiek werd het boek geschreven als pseudepigraaf, waarschijnlijk om het werk meer aanzien te geven. 
Veel orthodoxe gelovigen gaan ervan uit dat Daniël het boek zelf geschreven heeft rond 540 v.Chr. Casper Labuschagne (1977, 2011) stelde dat het boek Daniël 'een der meest misverstane en misbruikte boeken van het Oude Testament' is. Wat hem betreft moest de lezer 'weten dat het geen profetie is van een profeet genaamd Daniël uit de zesde eeuw vóór Christus', maar een apocalyptisch boek geschreven tijdens de Makkabese Oorlog. 'Een apocalyptisch boek is een troostboek, ontstaan in een situatie van bedreigd bestaan en het houdt zich bezig met het einde en de ondergang van de wereld van de verdrukker. Daarbij gaat het niet om schrikaanjagende voorspellingen over het einde van ónze wereld, maar om een verwachting betreffende de ineenstorting van de vreemde overheersing waaronder men in de eigen tijd gebukt ging'.

## Inhoud

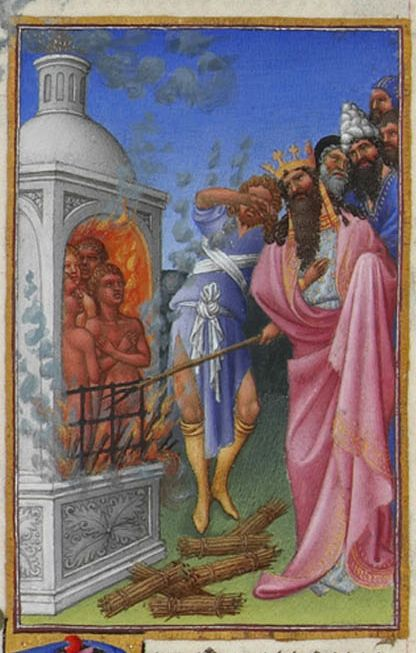
De drie mannen in de brandende oven

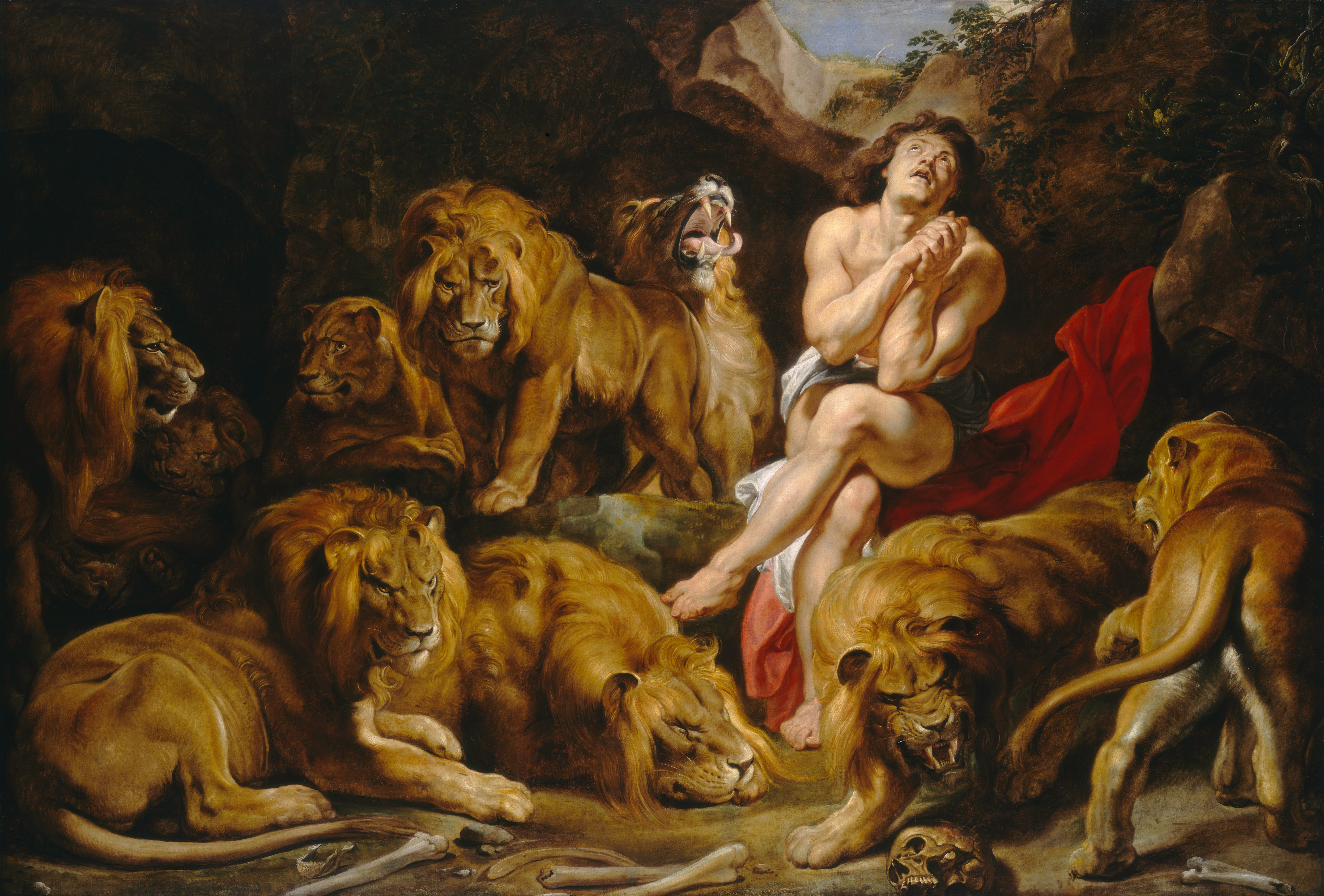
Peter Paul Rubens. Daniël in de leeuwenkuil. Ca. 1613-1615. Washington, National Gallery of Art.

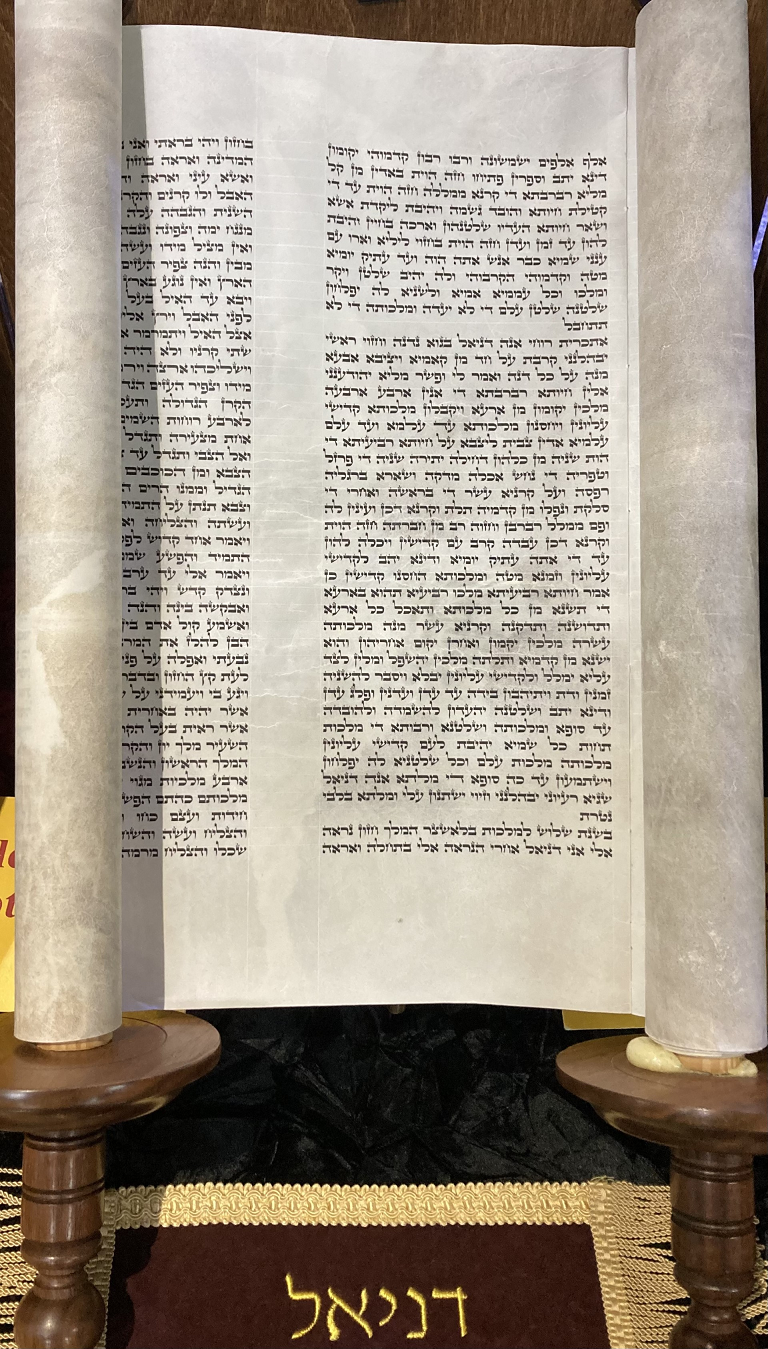
Boekrol van de profeet Daniël

Het boek bestaat uit drie delen. Hoofdstukken 1-6 verhalen over het verleden, hoofdstukken 7-12 bestaan uit apocalyptische visioenen over de toekomst. Het derde deel zijn de zogenoemde toevoegingen aan Daniël.

### Eerste deel
- Hoofdstuk 1 De aankomst in Babylonische ballingschap en de lotgevallen van Daniël en zijn drie vrienden Sadrach, Mesach en Abednego. Zij krijgen toestemming de Joodse spijswetten te handhaven en stellen het ondanks alles toch goed.
- Hoofdstuk 2 Nebukadnezars droom en uitlegging door Daniël waarin vier koninkrijken worden voorspeld. Na het gouden Babylonische rijk zal er een zilveren rijk komen, daarna een bronzen rijk en daarna een ijzeren rijk; dit ijzeren rijk raakt vermengd met leem en wordt ten val gebracht. Het rijk van God zal uiteindelijk alles overheersen.
- Hoofdstuk 3 De drie vrienden van Daniël in de vurige oven. Dat is hun straf, omdat ze weigeren het afgodsbeeld van Nebukadnezar te aanbidden. Maar God stuurt een engel en beschermt ze tegen het vuur. In dit hoofdstuk komt Daniël niet voor.
- Hoofdstuk 4 Nebukadnezars tweede droom: zijn hoogmoed wordt gestraft met een tijdelijke geestesziekte, waarbij hij gras eet als een rund.
- Hoofdstuk 5 Gods oordeel over Belsazar. Deze laat het uit Jeruzalem geroofde tempelgerei ophalen tijdens een feest. Een hand schrijft op de muur de woorden Mene mene tekel ufarsin. Daniël verklaart het schrift en diezelfde nacht valt het Babylonische rijk.
- Hoofdstuk 6 Daniël in de leeuwenkuil. Darius de Mediër laat zich verleiden gebed te verbieden. Daniël trekt zich hier niets van aan en wordt in de leeuwenkuil gegooid. De leeuwen doen Daniël echter niets, omdat God een engel stuurt die hem beschermt. Dit hoofdstuk lijkt een beetje op hoofdstuk 3, maar een groot verschil is dat de koning in dit geval de veroordeling niet gewild heeft.

### Tweede deel
- Hoofdstuk 7 Het gezicht van de vier beesten: vier koninkrijken, culminerend in de beschrijving van het oordeel door de Mensenzoon.
- Hoofdstuk 8 Het gezicht van de ram en de bok.
- Hoofdstuk 9 Daniëls gebed en het gezicht van de 70 weken; Daniël krijgt inzicht hoe de tijd zal verlopen. Er is sprake van een "gezalfde" (messias), die zal worden vermoord.
- Hoofdstuk 10-12 Gezicht van de koninkrijken aan de rivier Tigris.

### Toevoegingen aan Daniël
Er zijn twee Griekse vertalingen van het boek Daniël in omloop: de Septuagint en de vertaling van Theodotion. In beide versies zijn de toevoegingen aanwezig, maar de tekst verschilt op onderdelen. Ook verschilt de plaats waar de drie toevoegingen in het boek zijn opgenomen. Gewoonlijk neemt men voor de tekst de Theodotion-versie als uitgangspunt.
- Gebed van Azarja
- Susanna
- Bel en de draak